# David Bichinashvili
David Bichinashvili (auch Davyd Bichinashvili, georgisch დავით ბიჩინაშვილი/Dawit Bitschinaschwili; * 3. Februar 1975 in Tiflis, Georgische Sozialistische Sowjetrepublik) ist ein deutscher Ringer, der auch für Georgien und die Ukraine startete. Er tritt im Freistil in der Klasse bis 84 Kilogramm an.

## Werdegang
Bis 1994 startete Bichinashvili für sein Heimatland Georgien und wurde 1993 Vizeeuropameister der Junioren in der Gewichtsklasse bis 68 kg. 1995 gewann er für die Ukraine bei den Juniorenweltmeisterschaften die Silbermedaille. Seit 1997 tritt er im Seniorenbereich an. Bei seiner ersten Weltmeisterschaft in dem Jahr in Krasnojarsk belegte er Platz zehn, bei der Europameisterschaft in Warschau konnte er die Bronzemedaille gewinnen. Im Jahr darauf konnte sich Bichinashvili bei der EM in Bratislava noch steigern und gewann Silber. 2000 startete er in Sydney erstmals bei Olympischen Spielen und wurde 13. 2001 gewann er bei der EM in Budapest erneut die Silbermedaille.
Ab 2003 startet Bichinashvili für Deutschland. In dem Jahr wurde er Zweiter, 2004 Erster bei der Deutschen Meisterschaft und beim Qualifikationsturnier für die Olympischen Spiele von Athen. Dort belegte er bei seinem zweiten Start den elften Platz. 2005 wurde er wieder Deutscher Meister und Fünfter bei der EM. 2006 wurde der Athlet erneut Fünfter der EM und Neunter der WM. 2007 kam ein weiterer Gewinn einer Deutschen Meisterschaft hinzu, die WM beendete er als Siebter. Das Olympiajahr 2008 brachte den vierten Deutschen Meistertitel und die dritte Bronzemedaille bei einer Europameisterschaft. Damit qualifizierte sich Bichinashvili für die Olympischen Spiele, wo er den fünften Platz belegte.
David Bichinashvili startet seit 2009 für den KSV Aalen, zuvor war er für den VfK Schifferstadt aktiv. Der Sportsoldat der Sportfördergruppe Bruchsal wird von Waldemar Galwas trainiert. Nun arbeitet er als Sportlehrer in der Realschule Plus Mainz-Lerchenberg.